# Herrschaft Schleiden
Die Herrschaft Schleiden (seit 1602 Grafschaft Schleiden) war ein Territorium des Herzogtum Luxemburg im Heiligen Römischen Reich in der Eifel um die Stadt Schleiden.

## Zeit der Herren von Schleiden
Bereits ein Eppo de Scleydo hatte sich 1104 Herr von Schleiden genannt und nach der Urkunde war er aus Schleiden in der Grafschaft Rode, wo er einen Hof am Schleidebach zu Alsdorf hatte. Dort ist auch der Name „von Schleiden“ entstanden, weil er in 1051 zuerst Epponi van Aldendorf wurde geschrieben. Gerard I von Schleiden wurde Herr zu Alsdorf auf den Schleidebach Hof.
Gerard I seinem Sohn Gerard II van Schleiden würde Herr von Blankenheim und Schleiden und seine Söhne Gerard III wurde Herr von Blankenheim und Konrad wurde Herr von Schleiden in der Eifel. Gerard II war der Begründer von Blankenberg.
Konrad von Schleiden war im 12. Jahrhundert der eigentliche Begründer des Geschlechts der Herren von Schleiden in der Eifel. Die Burg zu Schleiden in der Eifel wurde dort 1121 oder nach anderen Angaben 1198 erwähnt. In der ersten Zeit kam es häufig zu Auseinandersetzungen mit dem Kloster Steinfeld um Besitzrechte, bei denen die Herren von Schleiden häufig nachgeben mussten. Seit 1271 waren die Grafen von Luxemburg Lehnsherren von Schleiden.
1301 verkaufte der Adelige Arnold von Reuland das Dorf Mürringen samt zugehörigem Wald an Friedrich von Schleiden. Ab diesem Moment gehörte die Freyherrschaft Moerungen oder Moyryngen bis Ende des 18. Jahrhunderts zur Grafschaft Schleiden. Heute liegt das Dorf auf belgischem Gebiet.
Johann I. von Schleiden († 1379/81) wurde vom König mit der Aufrechterhaltung des 1351 vereinbarten Landfriedensbündnisses Maas-Rhein betraut. Konrad IV. nahm 1343/44 Burg, Vorburg und Tal Schleiden als luxemburgisches Lehen an. Daneben gab es aber auch Lehensbeziehungen mit den Grafen von Jülich.

## Linie Manderscheid-Schleiden
Johann II., der letzte Herr von Schleiden, Konrads IV. Sohn, starb 1445. Elisabeth († 1469), eine seiner Töchter, war mit Graf Dietrich III. von Manderscheid verheiratet. Dieser wurde Begründer dreier Linien der Familie Manderscheid. Darunter war auch die Linie Manderscheid-Schleiden. Die Linie in Schleiden bestand bis 1593. Durch Heirat kamen 1487 die Herrschaften Kronenburg und Neuerburg zu Schleiden. Unter Dietrich IV. von Schleiden kam ebenfalls durch Heirat 1525 die Herrschaft Kerpen und 1525 durch Erbe die Grafschaft Virneburg hinzu. Unter seiner Regentschaft wurde das gewerbliche Leben gefördert, so kam es zum Aufschwung der Eisenverhüttung. Für Kaiser Karl V. verhandelte Dietrich in Schmalkalden. Zur Zeit von Dietrich VI. (1560–1593) wurde die Reformation eingeführt.

## Linie Marck-Schleiden
Nach dessen Tod kam es zu Erbstreitigkeiten. Dabei setzte sich der Schwager Philipp von der Marck durch. Dieser wurde Begründer der Linie Marck-Schleiden. Unter seiner Herrschaft wurde das Territorium zur Reichsgrafschaft erhoben. Sie gehörte dem niederrheinisch-westfälischen Reichskreis an und der Graf hatte einen Sitz im niederrheinisch-westfälischen Reichsgrafenkollegium inne. Dennoch gab es weiterhin eine lehnsrechtliche Bindung an Luxemburg. Zwischen Luxemburg und dem Herzogtum Jülich kam es darum 1610 zu Streit. Bei diesem setzte sich Luxemburg durch. Unter Ernst von Schleiden (1613–1654) begann 1619 die Gegenreformation.
Im 17. Jahrhundert wurde die Grafschaft immer stärker der Landesherrschaft Luxemburgs unterworfen. Zusammen mit Luxemburg wurde die Grafschaft Schleiden zwischen 1682 und 1697 unter Ludwig XIV. von der französischen Reunionspolitik betroffen. Die Grafen von der Marck-Schleiden standen dem als französische Parteigänger eher positiv gegenüber und haben sich im französischen Militärdienst hervorgetan. Nach dem Ende der französischen Ära wurde die Grafschaft nur bedingt wieder reichsunmittelbar, da die Kaiser seit 1714 die südlichen Niederlande mit Luxemburg erwarben.

## Ende der Grafschaft
Die Linie Marck-Schleiden starb 1773 aus. Der Besitz fiel an das Haus Arenberg. Zwischen 1798 und 1814 war die Grafschaft nach Eroberung im Ersten Koalitionskrieg und durch französische Annexion des linken Rheinufers sowie durch die Frieden von Campo Formio und Lunéville Teil Frankreichs. In dieser Zeit war das Territorium dem Département de la Roer zugeordnet. Danach fiel das Gebiet durch den Wiener Kongress (1815) an das Königreich Preußen und wurde Teil der Rheinprovinz (1822).

## Liste der Grafen von Schleiden
1. Ernst von der Marck, Graf von Schleiden (1590–1654) ⚭ 1. Sibylle von Hohenzollern-Hechingen (1604–1621); 2. Anna Margareta von Manderscheid (1606–1630); 3. Katharina Reicherts (1620–1645)
  1. Johann Friedrich von Schleiden (1617–1674)
  2. Franz Anton von der Marck in Schleiden (1640–1680) ⚭ Katharina Charlotte von Wallenrodt (1648–1726)
    1. Johann Berthold Franz (1672–1697)
    2. Ludwig Peter Engelbert von der Marck, Graf von Schleiden (1674–1750) ⚭ 1. Marie Marguerite Françoise de Rohan-Chabot (1680–1706), Tochter von Louis de Rohan-Chabot (1652–1727)
      1. Louis Pierre de la Marck, Marquis de Vardes (1701–1773) ⚭ 1. Marie Anne de Visdelou († 1731); 2. Marie Anne de Noailles (* 1719) (Tochter von Adrien-Maurice de Noailles)
        1. Louis Jules (1731–1734)
        2. Louise Marguerite (1730–1820) ⚭ Karl von Arenberg (1721–1778)
          1. Ludwig Engelbert von Arenberg (1750–1820), im Reichsdeputationshauptschluss entschädigt mit dem Herzogtum Arenberg-Meppen
          2. August Maria Raimund von Arenberg (1753–1833), französischer Militär und Mitglied der Konstituante

      2. Felicitas Charlotte (* 1704)

    3. Julius August (1680–1753), Gouverneur von Jülich

  3. Engelbert
  4. Marie Magdalene († vor 1677) ⚭ Johann Moritz von Janitz
  5. Katharina Franziska († vor 1677), Nonne in Lüttich